# Ді Бі Вайсс
Деніел Бретт Вайсс (англ. Daniel Brett Weiss; нар. 23 квітня 1971, Чикаго, Іллінойс) — американський телевізійний продюсер та письменник. Найвідоміший як співавтор та шоуранер телесеріалу «Гра престолів», адаптувавши разом з Девідом Беніоффом серію романів Джорджа Мартіна «Пісня льоду й полум'я».

## Біографія
Народився Вайсс 1971 року в Чикаго у єврейській родині. Випускник університету Веслі. Став магістром ірландської літератури в Триніті Коледжу (Дублін) та магістром витончених мистецтв з креативного письма у Майстерні письменників університету Айови.
У Дубліні познайомився з Девідом Беніоффом, з яким згодом почне тісно співпрацювати. 2003 року вони обоє були найняті для адаптації роману Орсона Скотта Карда «Гра Ендера», проте їх сценарій так і не був використаний. Тоді ж видав дебютний роман «Lucky Wander Boy» про комп'ютерні ігри. 2006 року написав сценарій до кіноадаптації комп'ютерної гри Halo, однак проект був згорнутий режисером й так не був втілений у життя. Вайсс також працював над сценарієм до приквелу стрічки «Я — легенда», але як згодом повідомив режисер фільму Френсіс Лоуренс «з самого початку були сумніви, що почнуються зйомки приквелу».
2010 року почав співпрацю з Беніоффом, працюючи над телесеріалом HBO «Гра престолів». Вони також були співрежисерами двох епізодів серіалу, але для того, щоб визначити хто з них буде в титрах, вони підкинули монету. Таким чином, Беніофф «виступив» режисером третього епізоду третього сезону, а Вайсс — першого епізоду четвертого сезону. Вони також стали режисерами фінального епізоду «Гри престолів».
19 липня 2017 року було оголошено, що після завершення зйомок останнього сезону «Гри престолів» Беніофф та Вайсс почнуть роботу над ще одним серіалом HBO «Конфедерат». Проте у січні 2020 року проєкт було скасовано.
6 лютого 2018 року компанія The Walt Disney Company заявила, що Вайсс та Беніофф будуть сценаристами та продюсерами нових серій франшизи «Зоряні війни».
На початку 2019 року Вайсс та Беніофф підписали ексклюзивну угоду з Netflix для виробництва кількох фільмів та серіалів на суму 200 млн. доларів. В жовтні продюсери припинили співпрацю з Disney через домовленості з Netflix. Першим проектом Вайсса і Беніоффа стало стенд-ап шоу  Leslie Jones: Time Machine.
У вересні 2020 року було оголошено, що Вайсс, Беніофф та Александер Ву напишуть сценарій та спродюсують серіал на основі трилогії «Пам'ять про минуле Землі».

## Особисте життя
Одружений, виховує двох дітей.

## Фільмографія

### Кінофільми
| Рік  | Назва            | Сценарист | Продюсер |
| ---- | ---------------- | --------- | -------- |
| 2022 | Боги геві-металу | Так       | Так      |

### Телебачення
| Рік       | Назва                        | Режисер   | Сценарист   | Виконавчий продюсер | Примітки |
| --------- | ---------------------------- | --------- | ----------- | ------------------- | --- |
| 2011–2019 | Гра престолів                | 2 епізоди | 47 епізодів | 74 епізоди          | Премія «Еммі» за найкращий драматичний серіал (2015-2016, 2018) Премія «Еммі» за найкращий сценарій драматичного телесеріалу (2015-2016) Премія «Г'юго» за найкращу драматичну постановку (2012) Премія «Г'юго» за найкращу драматичну постановку (2013-2014) Премія гільдії продюсерів Америки за найкращий драматичний серіал (2015) Премія фестивалю в Монте-Карло видатному міжнародному продюсеру (2012) Номіновано—Премія «Еммі» за найкращий драматичний серіал (2011-2014) Nominated—Primetime Emmy Award for Outstanding Writing for a Drama Series (2011-2014) Номіновано—Премія гільдії продюсерів Америки за найкращий драматичний серіал (2011-2014, 2016, 2018) Номіновано—Премія BAFTA за найкращу міжнародну програму (2013) Номіновано—Премія гільдії письменників Америки за найкращий драматичний серіал (2011-2012, 2014-2016, 2018) Номіновано—Премія гільдії письменників Америки за найкращий драматичний серіал (2015-2016) Номіновано—Премія гільдії письменників Америки за найкращий новий серіал (2011) Номіновано—Премія «Г'юго» за найкращу драматичну постановку (2015, 2017) Номіновано—Премія Університету Південної Каліфорнії за найкращий адаптований сценарій (2016-2017) |
| 2013      | У Філадельфії завжди сонячно | Ні        | 1 епізод    | Ні                  | Написав епізод: «Квіти для Чарлі» |
| 2014      | The Specials                 | Ні        | Ні          | 13 епізодів         | |
| 2024      | Проблема трьох тіл           | Ні        | 4 епізоди   | 8 епізодів          | |